# Ruidoso
Ruidoso é uma vila localizada no estado americano de Novo México, no Condado de Lincoln. Sua população era de 7 698 habitantes de acordo com o censo demográfico de 2000, e de 11 210 habitantes de acordo com a estimativa para 2005. As cidades de Ruidoso Downs, Hollywood e Alto fazem parte dos subúrbios de Ruidoso e formam uma pequena área metropolitana com uma população total de 15 247 habitantes.
Ruidoso está na montanha de Sierra Blanca na parte centro-sul do Novo México, que se junta com as montanhas Sacramento ao sul. Ruidoso é uma comunidade resort que vem crescendo rapidamente, devido ao seu cenário parecido com os Alpes, a pista de corrida de cavalos Ruidoso Downs, e o Ski Apache, que é um resort de ski localizado na montanha Sierra Blanca, que tem 12000 pés de altura. A cidade também possui outros resorts na área, além de um casino e campos de golf. Ruidoso é a maior comunidade no Condado de Lincoln e funciona como seu centro econômico.
Ruidoso tem sofrido um crescimento explosivo nos últimos anos, e tem recebido muitos investimentos externos na área do turismo. Como resultado, preocupa-se com a falta de água potável no local. Em dezembro de 2006 foi aprovado um projeto de 12,6 milhões de dólares para financiar a modernização do tratamento de água local, que foi construído em 1982, e mal atende às necessidades da população atual da cidade.
A cidade tem esse nome devido ao "Rio Ruidoso" (do espanhol, que tem um significado similar ao português, ou seja, "rio barulhento", por exemplo), que passa pela cidade.

## Demografia
Segundo o censo americano de 2000, a sua população era de 7698 habitantes.
Em 2006, foi estimada uma população de 9359, um aumento de 1661 (21.6%).

## Geografia
De acordo com o United States Census Bureau tem uma área de 37,2 km², dos quais 37,0 km² cobertos por terra e 0,2 km² cobertos por água. Ruidoso localiza-se a aproximadamente 1984 m acima do nível do mar.

## Localidades na vizinhança
O diagrama seguinte representa as localidades num raio de 40 km ao redor de Ruidoso.